# Farmacias Cruz Verde
Farmacias Cruz Verde es una cadena de farmacias chilena, fundada en 1984. También comercializa productos de perfumería y belleza. Posee presencia a nivel nacional. En 2015, era la empresa con mayor participación en el giro farmacéutico, con un 40,6 %.
En 2023 representó el 40% de ventas del mercado de farmacias en Colombia.

## Historia

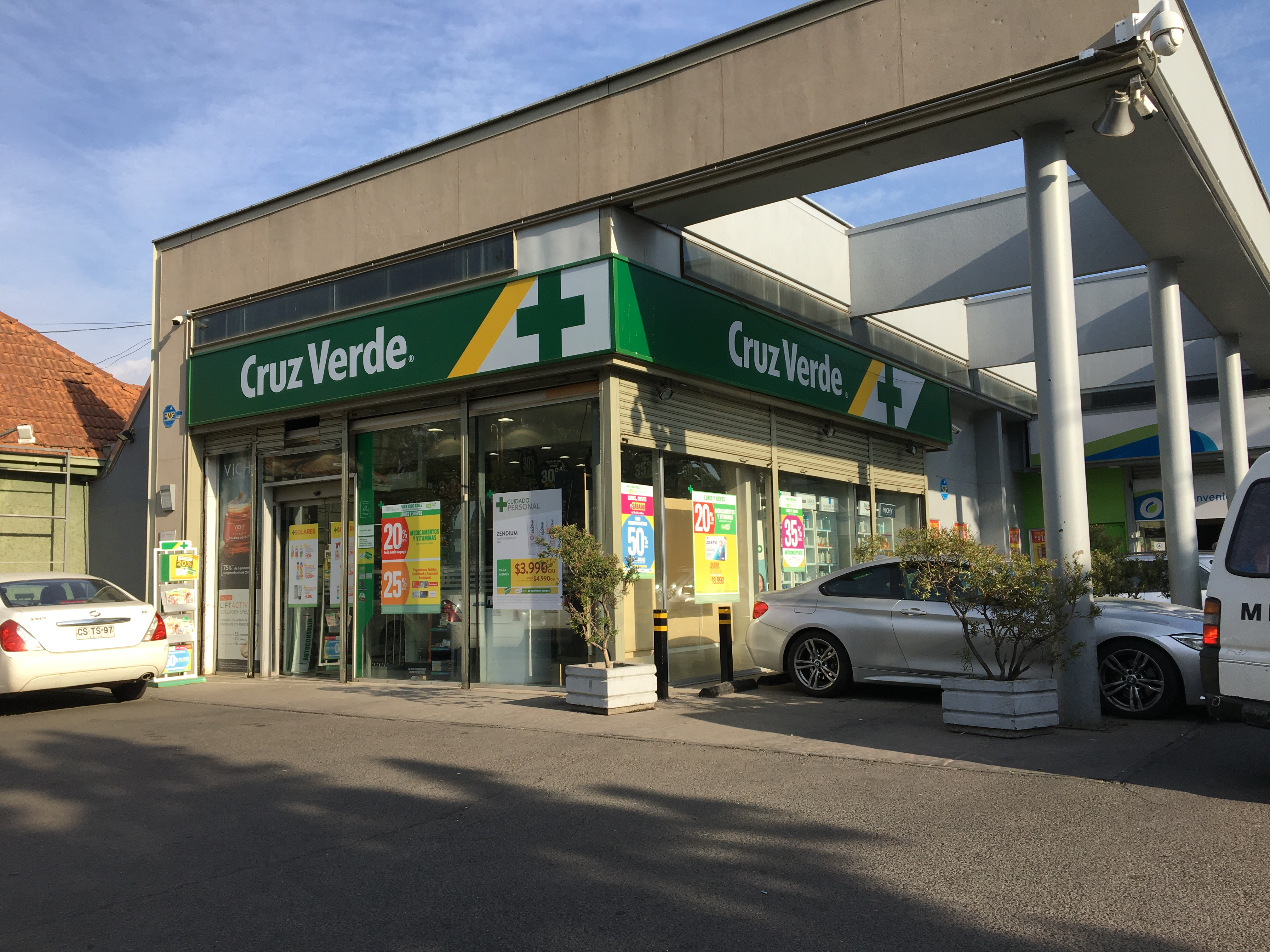
Exterior de una sucursal de Cruz Verde ubicada en la intersección de las calles Coventry con Av. Simón Bolívar en la comuna de Ñuñoa.

Fue fundada en 1984 por Guillermo Harding como una farmacia independiente en el centro de la ciudad de Viña del Mar.
En la década de 1990, con la creación de cadenas nacionales, las principales farmacias de ese entonces, entre ellas, Farmacias Cruz Verde, potencian un plan de creación de cadenas nacionales. Así surgen las grandes cadenas actuales: Farmacias Ahumada, Farmacias Cruz Verde, Farmacias Salco y farmacias Brand (actual Salcobrand. [cita requerida] A finales de esa década, con la ampliación del retail hacia ciudades pequeñas y medianas, las farmacias aprovecharon y potenciaron su negocio en dichas ciudades, las cuales comenzaron a ampliarse y a convertirse en focos de negocio cada vez más amplios.[cita requerida]
El crecimiento real y sostenido de Cruz Verde se materializó entre 2002 y 2006, cuando esta, apoyada principalmente por las Empresas Almacenes París y Cencosud, se expandió a casi la totalidad de ciudades y pueblos de Chile, llegando a tener a mediados de 2007 más de 580 sucursales a lo largo del país y siendo la única con sucursales en la Isla de Pascua (desde el 8 de febrero de 2003) y Cerro Sombrero.
En 2015 el grupo mexicano FEMSA adquirió el 60 % de Socofar (Sociedad Comercial Farmacéutica, matriz de Cruz Verde, las perfumerías Maicao y el laboratorio Mintlab), por un monto cercano a los US$ 1000 millones de dólares.
En 2017 se realizó un rebranding de la marca, un sutil cambio de imagen que se fue estableciendo progresivamente a lo largo del país.
En diciembre de 2019, se anunció que Guillermo Harding vendió el 40% restante, convirtiéndose Femsa en la única controladora a enero de 2020.

## Controversias

### Colusión de precios
El 24 de marzo de 2009 la empresa Farmacias Ahumada reconoció ante la Fiscalía Nacional Económica, que se concertó con las cadenas Cruz Verde y Salcobrand, para subir los precios de unos 200 productos, y que en el acto también participaron algunos laboratorios.
En enero de 2012, el Tribunal de Defensa de la Libre Competencia (TDLC) condenó a Farmacias Cruz Verde y Salcobrand, reconociendo la colusión de ambas farmacias y multándolas a cada una con el máximo permitido por la ley vigente, a una suma que asciende a 20 mil UTA (aproximadamente 19 millones de dólares).

### Demanda colectiva a través del Sernac
En septiembre de 2021, un grupo de personas presentaron a través del Servicio Nacional del Consumidor (Sernac) una demanda colectiva a Solventa, empresa encargada de la distribución de la "Tarjeta Cruz Verde", debido a unas supuestas cobranzas abusivas, las que están prohibidas por ley.